# Sint-Petrus'-Bandenkerk (Loo)

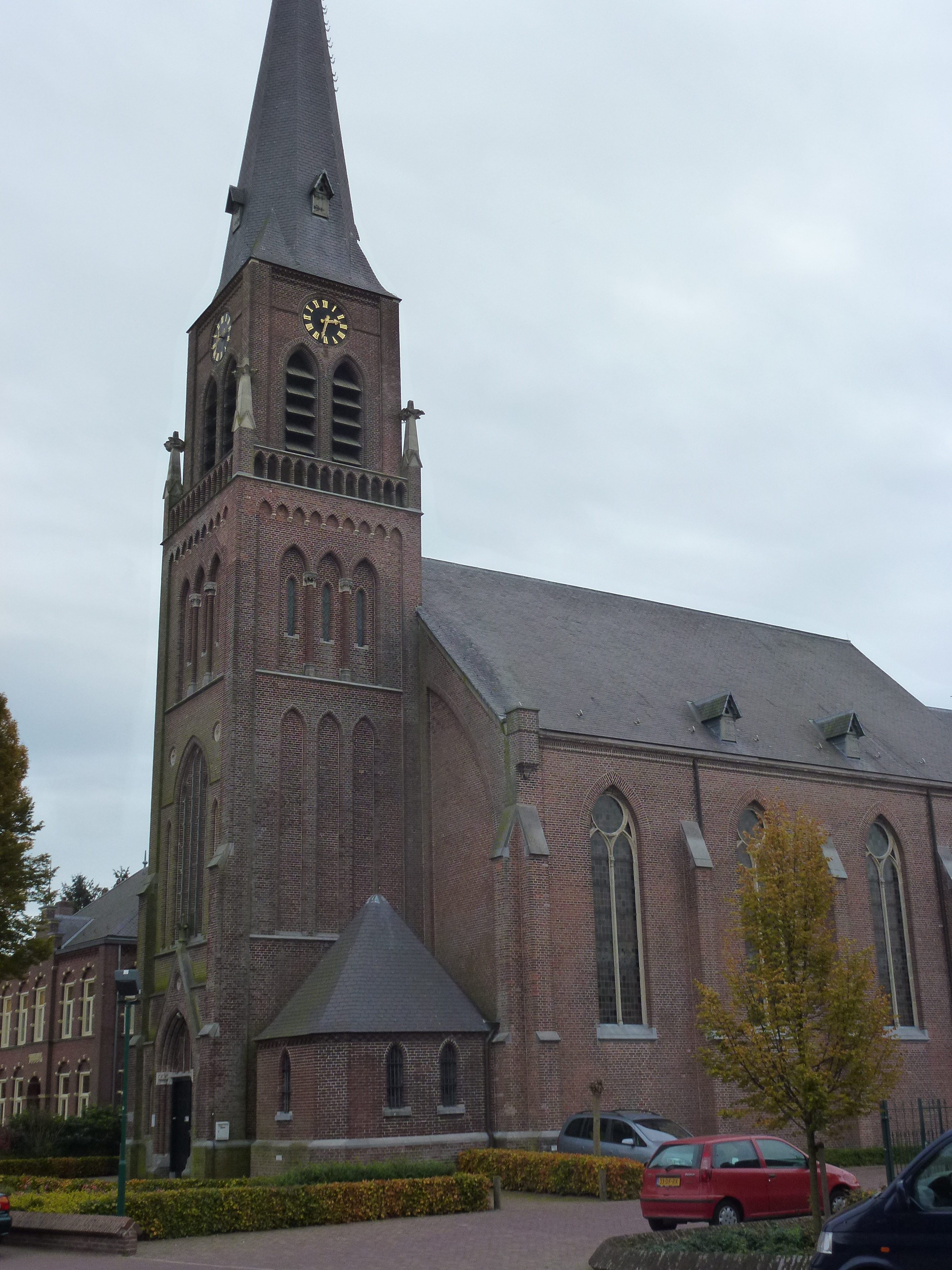
Sint-Petrus' Bandenkerk

De Sint-Petrus' Bandenkerk is de parochiekerk van de tot de Noord-Brabantse gemeente Bergeijk behorende plaats Loo, gelegen aan Loo 81.

## Geschiedenis
De parochie van Loo is ontstaan doordat op het grondgebied van Luyksgestel, op de hei niet ver van Loo, in 1650 een grenskerk in gebruik werd genomen die de oorspronkelijke kerk op het Hof moest vervangen. Deze laatste was door de hervormden in gebruik genomen. Deze grenskerk werd daarom de 'Heikerk' genoemd. De grenskerk bevond zich op het grondgebied van Luyksgestel en dat behoorde toen tot het Prinsbisdom Luik, waar na de contrareformatie de katholieke eredienst opnieuw de enige toegelaten was.
Omstreeks 1716 werd een schuurkerk gebouwd, vlak bij de Bergeijkse Hofkerk. Vanaf 1779 mochten geen missen meer worden opgedragen in de Heikerk, waarna in 1790 een nieuwe schuurkerk werd gebouwd, nu op het grondgebied van Loo. Deze werd de 'Tweede Heikerk' genoemd. Ze bleef in gebruik tot 1863, nadat ze in 1849 een zelfstandige parochiekerk was geworden. In 1863 werd een nieuwe kerk gebouwd naar ontwerp van Carl Weber. In 1896 werd een toren toegevoegd naar ontwerp van Caspar Franssen.

## Gebouw
Het betreft een driebeukige bakstenen hallenkerk die naar het zuiden georiënteerd is. De kerk heeft een voorgebouwde toren. Deze wordt geflankeerd door een zijkapel en een vijfkante traptoren. De toren heeft vier geledingen.

## Overig
De kerk is een bedevaartsoord voor Bernardus van Clairvaux. Deze devotie vond reeds plaats in de oorspronkelijke 'Heikerk'. In de 19e eeuw werd nog melding gemaakt van vele bedevaartgangers die op 20 augustus naar Loo trokken. Er was dan ook een markt, die echter 'de zondag ontheiligde' en in 1846 werd afgeschaft, waarna ook de bedevaartgangers in steeds mindere getale kwamen. In de huidige kerk bevindt zich nog steeds een Bernardusbeeld en een enkele gelovige komt er nog naartoe om te bidden.